# Евгения Греческая
Принцесса Евгения Греческая и Датская (греч. Πριγκίπισσα Ευγενία της Ελλάδας και Δανίας; 10 февраля 1910, XVI округ Парижа — 13 февраля 1989, Женева) — дочь принца Георгия Греческого и Датского и его супруги принцессы Марии Бонапарт, дочери принца Бонапарта Роланда. Её отец был вторым сыном короля Греции Георга I и Великой княгини Ольги Константиновны.

## Брак и дети
Она вышла замуж за князя Доминика Радзивилла, сына принца Иеронима Радзивилла и эрцгерцогини Австрии Ренаты Марии, 30 мая 1938 года в Париже. Они развелись в 1946 году. У них было двое детей:
- Княжна Татьяна Мария Рената Евгения Елизавета Маргарита Радзивилл (род. 28 августа 1939)  была подружкой невесты в 1962 году на свадьбе короля Испании Хуана Карлоса I и Софии Греческой. Вышла замуж за Жана Анри Фручеда, двое детей:
  - Фабиола Фручед (род. 7 февраля 1967), замужем за Тьерри Герман, имеют двое детей:
    - сын
    - дочь.

  - Алексис Фручед (род. 25 ноября 1969) женился на Натали Чандлер, одна дочь
    - Татьяна Талия Евгения Лили Мари (род. 23 июня 2008).
- Князь Георгий Андреас Петр Леон Радзивилл (4 ноября 1942 — 27 августа 2001)

Евгения вышла замуж во-второй раз 28 ноября 1949 года за принца Раймундо делла Торре-э-Тассо, 2-го герцога Кастель-Дуино (из рода Турн-и-Таксис). Их брак также закончился разводом, в 1965 году. В браке родился один сын:
- принц Карло Алессандро, 3-й герцог Кастель-Дуино[англ.] (род. 10 февраля 1952), женат на Веронике Ланц, трое детей:
  - Димитрий (род. 1977)
  - Максимилиан (род. 1979)
  - Констанца (род. 1989).

## Титулы
- 10 февраля 1910 — 30 мая 1938: Её Королевское Высочество принцесса Евгения Греческая и Датская.
- 30 мая 1938 — 28 ноября 1949: Её Королевское Высочество принцесса Радзивилл.
- 28 ноября 1949 — 11 мая 1965: Её Королевское Высочество графиня Кастель-Дуино.
- 11 мая 1965 — 13 февраля 1989: Её Королевское Высочество Евгения, герцогиня Кастель-Дуино.